# 大網白里市コミュニティバス

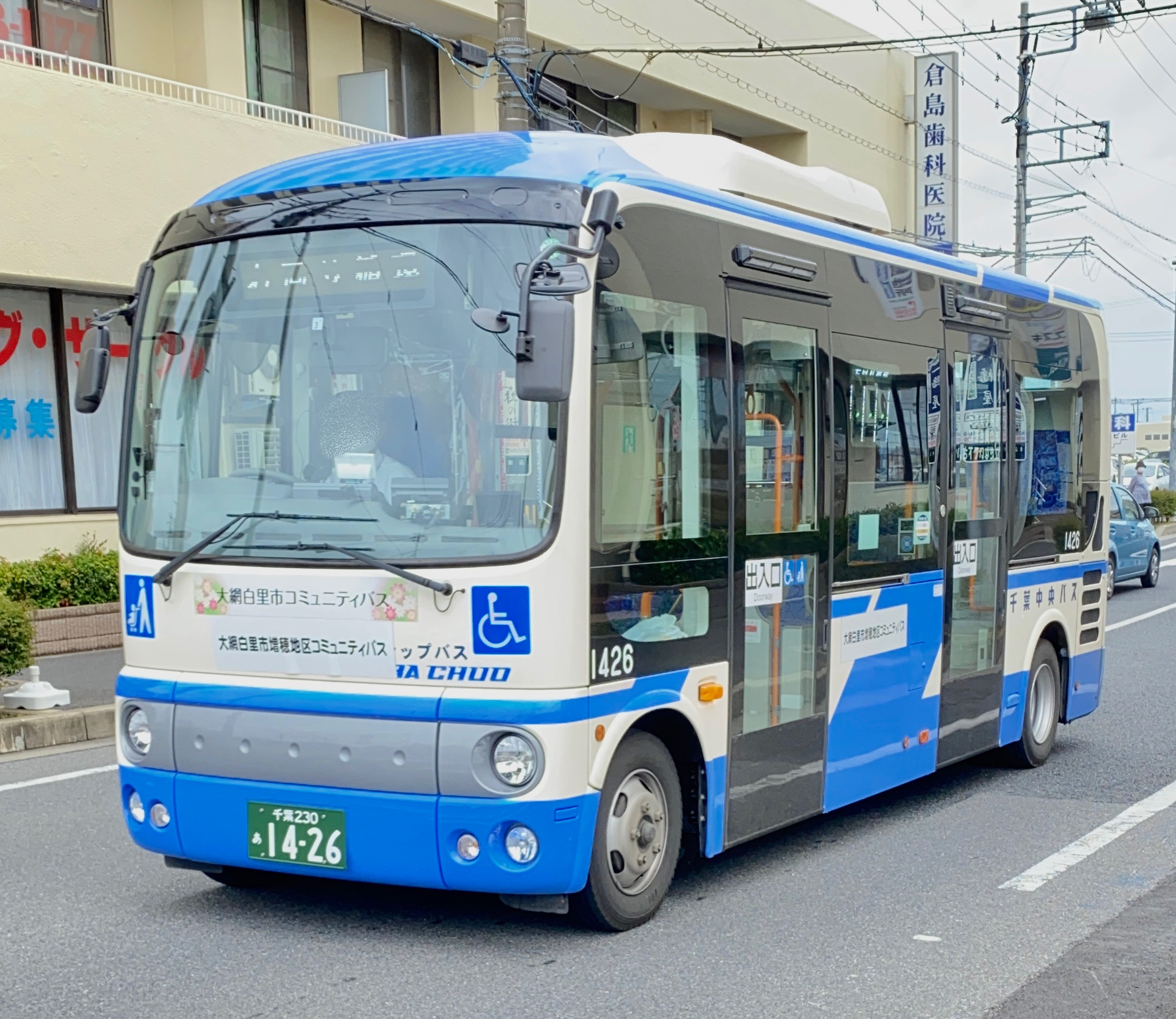
増穂地区コミュニティバス
（千葉中央バス）

大網白里市コミュニティバス（おおあみしらさとしコミュニティバス）は、千葉県大網白里市が運行するコミュニティバス。市制施行前の大網白里町時代に運行開始したコミュニティバスである。

## 概要
増穂地区コミュニティバス、白里地区コミュニティバス「はまバス」の2路線が運行されている。

### 運行受託事業車
- 増穂地区コミュニティバス：京成バス千葉イースト[2][4]
- 白里地区コミュニティバス「はまバス」：秋葉タクシー[3][5]

## 沿革
- 2010年

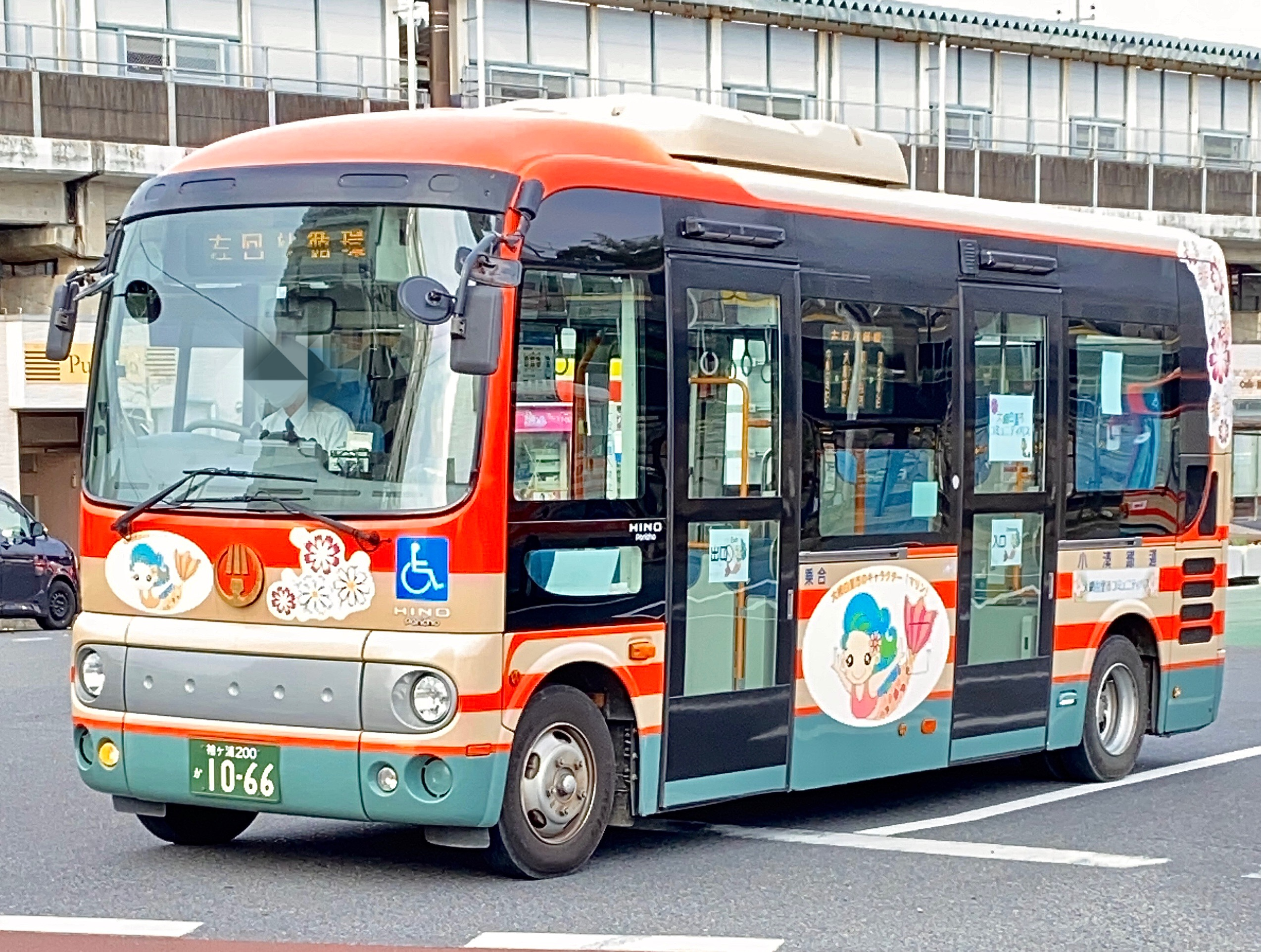
小湊鉄道が運行受託していた時期の車両
（2021年3月撮影）

  - 1月9日 - 大網白里町コミュニティバスの実証運行を開始。千葉中央バスへ運行委託。
  - 10月 - 白里地区でデマンド型乗合タクシーの実証運行を開始。秋葉タクシーへ運行委託。
- 2012年4月1日 - 大網白里町コミュニティバスの本格運行開始。運行委託事業者を千葉中央バスから小湊鉄道へ変更。デマンド型乗合タクシーの実証運行を終了。
- 2013年1月1日 - 大網白里町の市制施行に伴い、運行主体が大網白里市となる。
- 2018年10月1日 - 白里地区コミュニティバス「はまバス」が運行開始（現「地区内循環ルート」）、秋葉タクシーへ運行委託・これに伴い「大網白里市コミュニティバス」を「大網白里市増穂地区コミュニティバス」へ改称。
- 2020年4月1日 - 白里地区コミュニティバス「はまバス」に「市街地ルート」を開設、従来ルートを「地区内循環ルート」と命名。
- 2021年
  - 4月1日 - 増穂地区コミュニティバスの運行委託事業者を、小湊鐵道から千葉中央バスへ再度変更。柿餅〜大網白里アリーナ間に「子育て支援館」停留所を新設。
  - 10月1日 - 白里地区コミュニティバス「はまバス」地区内ルートを廃止、市街地ルートのみとする[3]。同時に運賃改定、運行日を月曜 - 金曜（祝日・年末年始を除く）とする[3]。

## 運賃・乗車券類
- 増穂地区コミュニティバス
  - 運賃は均一制で、大人200円、小人100円[2]。
  - 障害者手帳の提示、運転経歴証明書の提示により運賃が100円となる[2]。障害者手帳アプリ「ミライロID」も利用できる[2]。

- 白里地区コミュニティバス「はまバス」
  - ゾーン制運賃を採用し、乗降地によって運賃が異なる[3]。
  - 障害者手帳の提示、運転経歴証明書の提示により、小人運賃と同額になる[3]。障害者手帳アプリ「ミライロID」も利用できる[3]。

## 現行路線
両ルートともフリー乗降制を採っており、国道・県道などの一部区間を除き自由乗降できる。

### 増穂地区コミュニティバス
- 中部コミュニティセンター - 大網白里アリーナ - 清名幸谷 - 大網駅 - アミリィ - 大網白里市役所 - 南横川 - 中部コミュニティセンター

### 白里地区コミュニティバス「はまバス」
- 市街地ルート： 白里公民館 - 白里海岸 - コスモス荘 - 津波避難タワー前 - 細草天然ガス中継所 - 下ヶ俊示 - 大綱駅 - 大綱白里市役所

## 廃止路線

### 白里地区コミュニティバス「はまバス」
- 地区内循環ルート： コスモス荘 - 白里海岸 - サンライズ九十九里 - 白里公民館 - 下ヶ俊示 - 細草天然ガス中継所 - 津波避難タワー前 - コスモス荘
  - 2021年9月30日をもって廃止[3]。

## 車両
- 増穂地区：日野・ポンチョ（2ドアロングボディ）[2]
  - 千葉中央バスカラーのポンチョに「増穂地区コミュニティバス」のステッカーを貼って使用する[2]。

- 白里地区：トヨタ・ハイエース[3]
  - 秋葉タクシーが保有する専用車両を使用する。白のハイエースに青文字で「大網白里市コミュニティバス はまバス」と書かれ、大網白里市のキャラクターの人魚「マリン」[6]のイラストが描かれている[3]。

過去に小湊鐵道が運行受託していた時期は、小湊鐵道カラーの日野・ポンチョ（2ドアロングボディ）に「マリン」や花のステッカーを貼り装飾して、増穂地区コミュニティバス専用車両として使用していた（写真を参照）。